# Kirkkojärvi (sjö i Finland, Birkaland, lat 61,45, long 24,35)
Kirkkojärvi är en sjö i Finland. Den ligger i kommunen Kangasala  i landskapet Birkaland, i den södra delen av landet, 150 km norr om huvudstaden Helsingfors. Kirkkojärvi ligger 84,6 meter över havet. Arean är 2,42 kvadratkilometer och strandlinjen är 15,73 kilometer lång. Sjön  ingår i Kumo älvs huvudavrinningsområde.   Den sträcker sig 3,8 kilometer i nord-sydlig riktning, och 3,2 kilometer i öst-västlig riktning.
Följande samhällen ligger vid Kirkkojärvi:
- Sahalahti (2 141 invånare)